# Norstjärnen (Bodums socken, Ångermanland)
Norstjärnen är en sjö i Strömsunds kommun i Ångermanland och ingår i Ångermanälvens huvudavrinningsområde.